# Lois Wilson

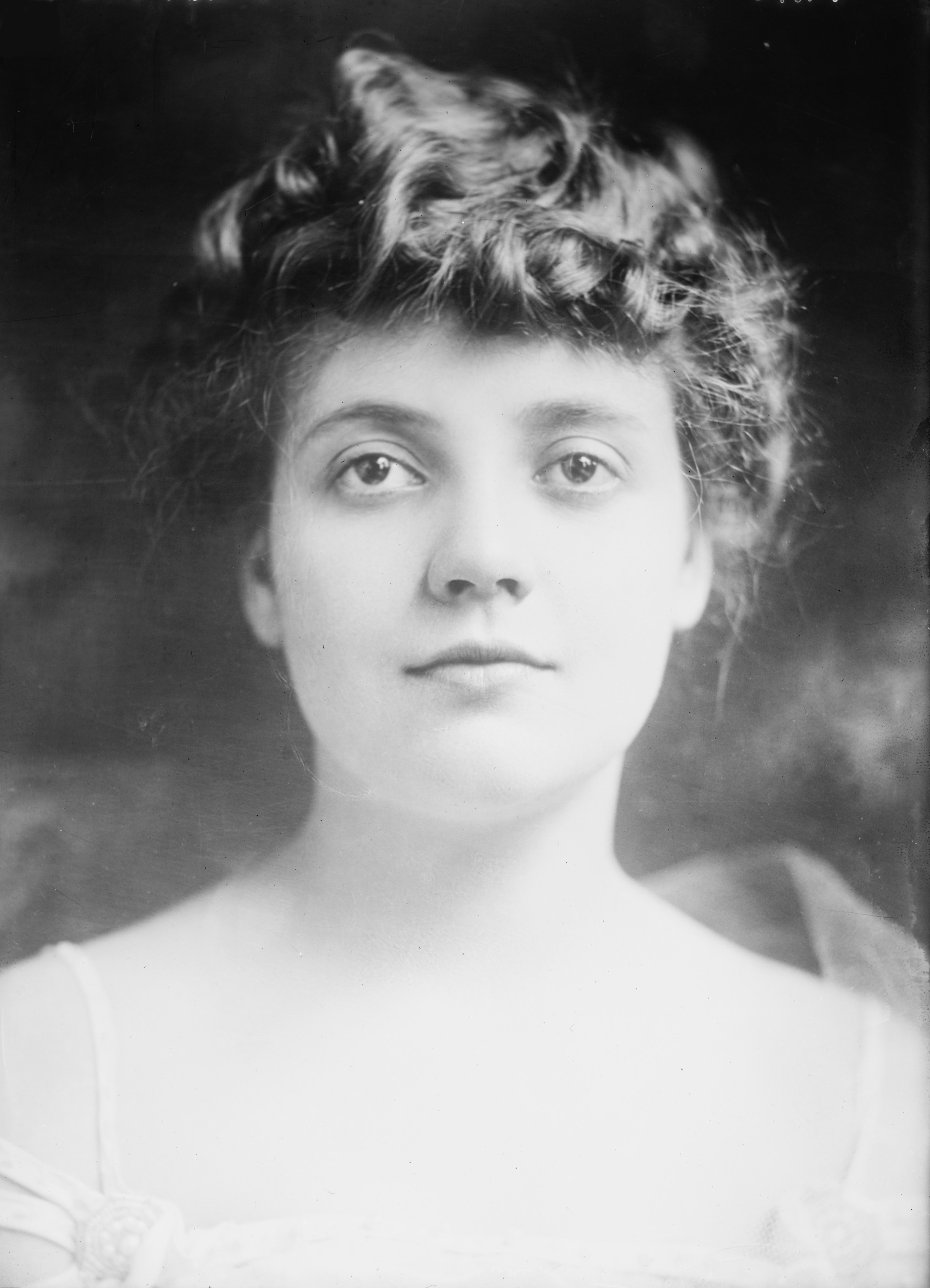
Lois Wilson (1924)

Lois Wilson (* 28. Juni 1894 in Pittsburgh; † 3. März 1988 in Reno, Nevada) war eine US-amerikanische Schauspielerin.

## Leben und Wirken
Wilson strebte zunächst den Beruf einer Lehrerin an. Kontakte zur Filmindustrie erhielt sie, als sie 1915 den Titel einer Miss Alabama gewann. Diese Veranstaltung war gesponsert von der Filmproduktionsfirma Universal anlässlich der Eröffnung der Filmstadt Universal City.
Danach übernahm sie eineinhalb Jahrzehnte lang Hauptrollen in unterschiedlichen Filmen. Bekannt wurde sie besonders 1922 als Molly Wingate in dem großangelegten Western Die Karawane und 1926 als Daisy Buchanan in der ersten Verfilmung des Romans Der große Gatsby.
1928 debütierte sie in Los Angeles am Theater. Mit dem Ende ihrer Filmkarriere ging sie 1937 nach New York und setzte dort ihre Theaterlaufbahn fort. Zuletzt wirkte sie mehrmals in Fernsehserien mit. Ihre gesamten Erinnerungsstücke vermachte sie der Kent State University, die daraufhin ihr zu Ehren einen Lois Wilson Day einführte.

## Filmografie (Auswahl)
- 1922: Frauen auf schiefer Bahn (Manslaughter)
- 1923: Die Karawane (The Covered Wagon)
- 1923: Menschen zweier Welten (The Call of the Canyon)
- 1924: Monsieur Beaucaire, der königliche Barbier (Monsieur Beaucaire)
- 1925: Prärieteufel (The Thundering Herd)
- 1925: Der Untergang der roten Rasse (The Vanishing American)
- 1926: Der große Gatsby (The Great Gatsby)
- 1927: Im Schatten der Wolkenkratzer (New York)
- 1928: Lunapark (Coney Island)
- 1931: Meine Kinder – mein Glück (Seed)
- 1932: Der Ritt ins Todestal (The Rider of Death Valley)
- 1932: Die große Pleite (The Crash)
- 1932: Die Höllen-Garage (The Devil Is Driving)
- 1933: Der Boß ist eine schöne Frau (Female)
- 1934: Die Jungen aus der Paulsgasse (No Greater Glory)
- 1934: Lachende Augen (Bright Eyes)
- 1935: Life Returns
- 1949: Venus am Strand (The Girl from Jones Beach)
- 1954–1955: Springfield Story (The Guiding Light, Fernsehserie)